# Francesca La Marca
Francesca La Marca (Toronto, 30 ottobre 1975) è una politica italiana.

## Biografia
È nata a Toronto (Canada) da genitori di origine italiana.
Dal 2014 è componente della Fondazione Italia USA, di cui è consigliere.
Ha conseguito Master e PhD in letteratura francese presso l’Università di Toronto. Nel giugno del 2024 le viene conferita una Laurea Honoris Causa in Humane Letters dalla John Cabot University per aver servito la Patria come Parlamentare italiana con dedizione e intelligenza e per essere un'autentica rappresentante della voce della Comunità italiana in Nord e Centro America.

### Elezione in Parlamento
Alle elezioni politiche del 2013 viene eletta alla Camera dei Deputati, nella circoscrizione ESTERO C (America Settentrionale e Centrale) nelle liste del Partito Democratico, in virtù delle 8.500 preferenze personali. È la prima volta che un'italiana di seconda generazione viene eletta al Parlamento.
Nel corso della XVII legislatura, La Marca ha fatto registrare un tasso di partecipazione al voto del 68.4%, a causa del suo costante impegno nella propria ripartizione di elezione dove ha partecipato a iniziative ed eventi in qualità di rappresentante dei cittadini italiani in Nord e Centro America.
Alle elezioni politiche del 2018 viene rieletta alla Camera dei Deputati.
Nel corso della XVIII legislatura, La Marca ha collezionato una percentuale di partecipazione al voto pari al 46.5%, per via dell'impegno costante nel collegio di elezione e per le restrizione previste dalla pandemia di Covid 19.
Alle elezioni politiche anticipate del 25 settembre 2022 eletta al Senato nella circoscrizione Estero per la lista Partito Democratico - Italia Democratica e Progressista.
Nonostante sia stata eletta come rappresentante degli italiani residenti nel Nord e Centro America, ha trasferito la sua residenza in Italia, a Roma.

### Attività politica
Nel settembre 2020 ha annunciato di votare "no" al referendum sul taglio dei parlamentari, dopo essere stata assente alla votazione finale alla Camera dei Deputati svoltasi l'8 ottobre 2019, perché in missione con il Direttore Generale per gli Italiani all’Estero e le Politiche Migratorie, Luigi Maria Vignali, a Toronto e Montreal.